# Phacellus castaneus
Phacellus castaneus är en skalbaggsart som beskrevs av Monné 1979. Phacellus castaneus ingår i släktet Phacellus och familjen långhorningar. Inga underarter finns listade i Catalogue of Life.